# Щипков, Виктор Васильевич
Виктор Васильевич Щипков (5 марта 1923 года (д. Перхурово Ржевского района Калининской обл.) — 2 октября 1998 года) — генерал-майор, Заслуженный военный лётчик СССР.

## Биография
Родился 5 Марта 1923 года в деревне Перхурово (с 1941 года не существует — сгорела) Муравьёвского сельского совета Ржевского района Тверской (Калининской) области в семье крестьянина.
В 1939 году, будучи учащимся 8 класса средней школы № 2 Калининской железной дороги и, проживая в интернате, поступил в Ржевский аэроклуб без согласия родителей. Окончив 9 классов школы и аэроклуб, был направлен в сентябре 1940 года в Уреченскую военную авиационную школу пилотов (ВАШП) БССР (под г. Минском).

### Участие в Великой Отечественной войне
26 июня 1941 года ВАШП была эвакуирована в город Молотов и стала составной частью Молотовской ВАШП. В 1942 году окончил ВАШП, освоив самолёты У-2, Р-5, СБ. Изучил теоретический курс по самолёту Ил-2 и был направлен комиссией для прохождения службы в Дальнюю Авиацию. Пройдя лётную подготовку в 44-м дневном и 7-м ночном запасных авиаполках АДД в городе Бузулук, был назначен 10 июня 1943 года лётчиком во 2-й гвардейский Смоленско-Будапештский дважды Краснознамённый авиаполк (впоследствии 37-й авиаполк) первой авиадивизии АДД в звании сержант. В составе этого полка принимал участие в боевых действиях до конца войны с Германией, а затем был командирован на Дальний Восток, где в составе 10 БАП АДД принимал участие в войне с Японией.
Войну закончил в звании старшего лейтенанта заместителем командира авиаэскадрильи своего родного 2 (37) авиаполка.
Принимал участие в боевых действиях по освобождению Белоруссии (Минск, Барановичи, Орша, Лепель, Борисов, Березино, Полоцк и др.), Прибалтики (Рига, Таллин, Вильнюс, Двинск, Кохтла-Ярве, Валка, Нарва, Мемель и др.), во взятии Берлина, Будапешта, Данцига, Кёнигсберга и др.
В боевых действиях против Японии участвовал в бомбардировке Харбина, Чангуна, Мукдена, Мулина и укрепрайонов противника вдоль границы СССР.

### Послевоенные годы
В послевоенное время окончил Военно-воздушную академию имени Ю. А. Гагарина (1953 г.), Военную академию Генерального штаба (1966 г.). Командовал авиаэскадрильей дивизии, был заместителем командира полка, командиром полка, заместителем командира авиадивизии, командиром авиадивизии на Дальнем Востоке под начальством А. И. Молодчего.
После окончания академии ГШ, был направлен в ВВС Краснознамённого Северного флота (КСФ) заместителем командующего, а затем начальником штаба и первым заместителем командующего ВВС КСФ. В 1981 году уволен в запас по состоянию здоровья.
Звание генерал-майор авиации присвоено в 1963 году.
17 Августа 1970 года указом Президиума Верховного Совета СССР присвоено почётное звание «Заслуженный военный лётчик СССР».
1 Марта 1973 года приказом ГК ВМФ награждён именным кортиком.
Умер 2 октября 1998 г. 
Похоронен на кладбище "Красная Горка" под г. Подольск   Московской  обл.

## Награды
За время службы и на пенсии награждён:
- Орден Красного Знамени (дважды),
- Орден Отечественной войны I степени,
- Орден Красной Звезды (трижды),
- Орден «За службу Родине в Вооружённых Силах СССР» III степени
- двадцатью пятью медалями.